# Le Chemin de la mauvaise route
Pour plus de détails, voir Fiche technique et Distribution.
Le Chemin de la mauvaise route est un moyen métrage français réalisé par Jean Herman, sorti en 1963.

## Synopsis
Colette (19 ans) et Jean-Claude (18 ans 1/2) témoignent de leur parcours et de leur vie quotidienne parfois en marge de la loi.

## Fiche technique
- Titre : Le Chemin de la mauvaise route
- Réalisation : Jean Herman
- Scénario et commentaire : Jean Herman (commentaire dit par Jean-Louis Trintignant)
- Photographie : Denys Clerval
- Montage : Nadine Trintignant
- Production : Société Franco-Africaine de Cinéma
- Durée : 58 minutes
- Date de sortie : 6 septembre 1963